# Austeridad en Israel

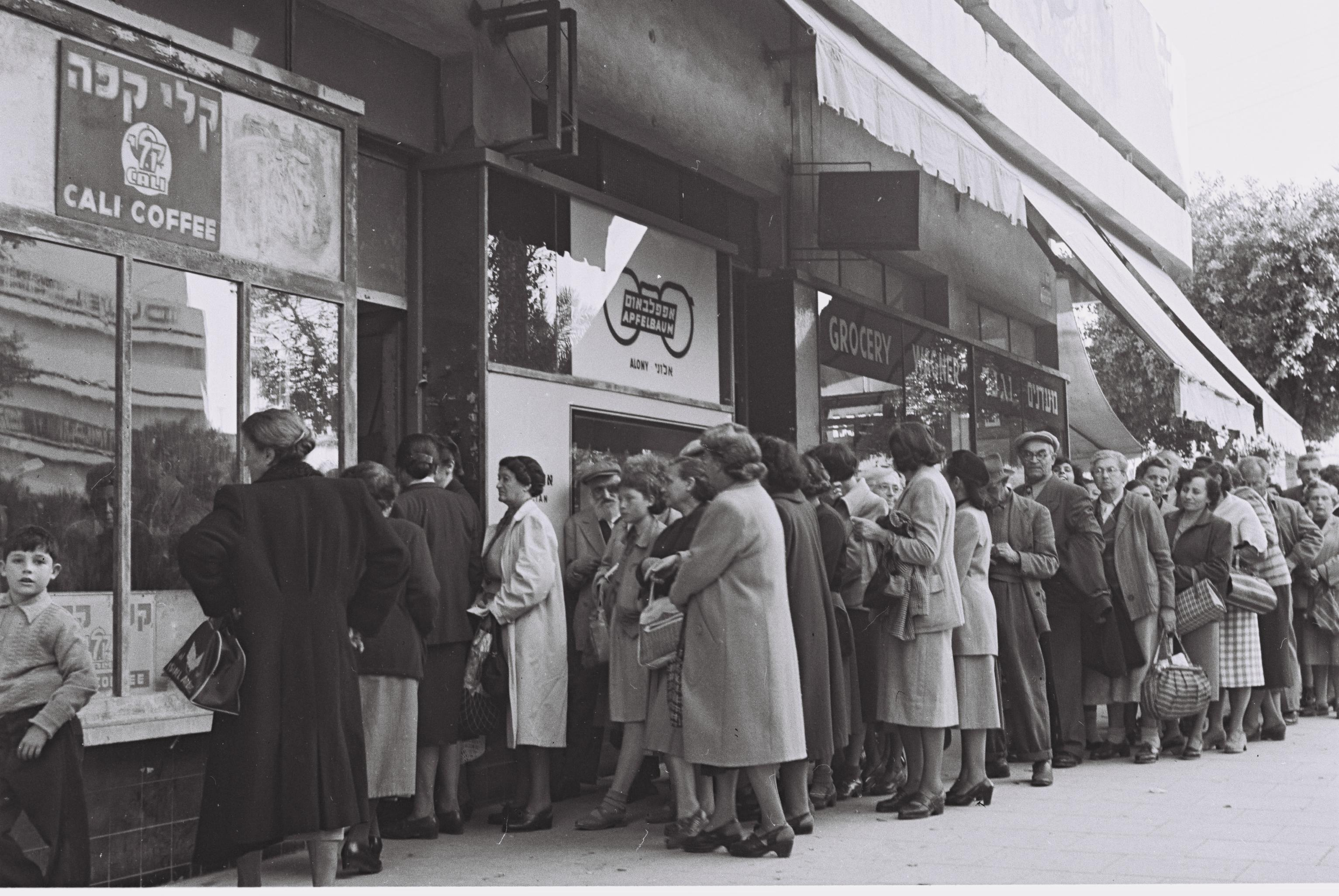
Residentes de Tel Aviv haciendo cola para comprar comida en racionamiento, 1954.

Se conoce como Austeridad en Israel a un periodo de la historia del Estado de Israel, desde 1948 a 1959, durante el cual el nuevo Estado judío se vio obligado a vivir bajo un duro régimen de austeridad, que incluyó el racionamiento de alimentos.
Las razones de la austeridad son variadas. Por un lado, la reciente independencia en 1948, por otro, la masiva llegada de inmigrantes judíos, a los que había que alimentar. Además, la reciente Guerra de Independencia había agotado los recursos del Estado.
Para garantizar el consumo de alimentos, el gobierno, encabezado por David Ben-Gurión, estableció una política de control e incluyó el racionamiento para la población israelí. En este periodo se creó el Ministerio de Oferta y Racionamiento, encargado de controlar el proceso.
Económicamente la estrategia falló, creándose dos graves problemas: un enorme déficit presupuestario gubernamental y un crecimiento de la inflación. Sin embargo, se logró evitar el hambre en gran parte de la población, consiguiendo instalar definitivamente a los nuevos inmigrantes.
- Datos: Q2910546
- Multimedia: Austerity in Israel / Q2910546